# Sân bay quốc tế Guadalajara
Sân bay quốc tế Guadalajara (tiếng Tây Ban Nha: Aeropuerto Internacional de Guadalajara), tên nghi lễ Sân bay quốc tế Don Miguel Hidalgo y Costilla (IATA: GDL, ICAO: MMGL), là sân bay chính của thành phố lớn thứ hai của Mexico Guadalajara. Sân bay được mở năm 1966 và nằm 16 km về phía nam của trung tâm thành phố. Trong năm 2013, sân bay đã phục vụ 8.148.000 hành khách. Đây là sân bay bận rộn thứ ba của Mexico, sau sân bay quốc tế Mexico City và Sân bay Quốc tế Cancun và bận rộn thứ hai về số chuyến bay chở hàng.